# Bayernfenster
Die Bayernfenster sind eine Reihe von fünf Fenstern im südlichen Seitenschiff des Kölner Doms. Sie zeigen fünf Szenen aus der Anfangszeit des Christentums, beginnend mit Johannes dem Täufer im Westen und im Osten endend mit Stephanus, dem ersten christlichen Märtyrer.

## Geschichte
Die Bleiglasfenster sind ein Geschenk von König Ludwig I. von Bayern. Erste Ideen und Planungen zu diesem Projekt stammten bereits aus dem Jahr 1842 von Sulpiz Boisserée.
Sie wurden in den Jahren 1846 bis 1848 nach Entwürfen von Heinrich Maria von Hess von den Münchener Malern Joseph Anton Fischer und Franz Hellweger unter der Leitung von Max Emanuel Ainmiller (1807–1870) in der Königlichen Glasmalereianstalt in München angefertigt. Joseph Anton Fischer malte die Kartons für die  drei mittleren Vollfenster, Franz Hellweger für die beiden äußeren Halbfenster, Max Ainmüller zeichnete für die Architekturen und Ornamente verantwortlich.
Zur 600-Jahr-Feier der Grundsteinlegung wurden sie am 14./15. August 1848 enthüllt.

## Kunstgeschichtliche Würdigung
Die Bayernfenster unterlagen seit ihrer Entstehung unterschiedlichen Bewertungen. Zur Entstehungszeit spielte der künstlerische Konflikt zwischen Nazarenern, zu denen die Münchener Künstler gehörten, und den Neugotikern eine Rolle – die Neugotiker bevorzugten die mittelalterliche Mosaiktechnik in der Glasmalerei „nach Art der alten Meister“, während die Malerei der Bayernfenster eher an große Ölgemälde erinnerte. Diese Kritik an den Fenstern hängt darüber hinaus mit der Idee des 19. Jahrhunderts von einem Dom als „vollkommenes Gesamtkunstwerk des Mittelalters“ zusammen, die im Spannungsverhältnis mit neueren künstlerischen Ideen und Techniken stand.
1879 verglich der Maler Karl Christian Andreae die Fenster mit dem gegenüberliegenden, älteren Zyklus an der Nordseite des Doms und kam zu einem vernichtenden Ergebnis:
„… erweist sich ihre Technik als weit hinter derjenigen ihrer alten vis-à-vis zurückstehend. Diese älteren erglänzen in edelsteinartigem Feuer, während diese neuen wie Transparentbilder auf Oelpapier aussehen. Obschon die alten Fenster die Nordseite des Domschiffs und die Münchener dessen Südseite einnehmen, kommt doch das meiste Licht von der Nordseite her.“
Die Wertschätzung, die die Fenster im 19. Jahrhundert dennoch genossen, wertet Paul Clemen als übertrieben („in ihrer Zeit über Gebühr geschätzt“), bezeichnet die Entwürfe aber dennoch als die „bedeutendsten Leistungen der Kartonkunst und der monumentalen kirchlichen Glasmalerei aus der Mitte des 19. Jahrhunderts“.
Unter Willy Weyres als Dombaumeister (1944 bis 1972) genossen die Fenster wenig Würdigung. Erst nachdem sie bei Bombenangriffen bereits beschädigt worden waren, wurden die Glasmalereien ausgelagert. 1950 kamen zwei von ihnen zurück an ihren ursprünglichen Platz – jedoch vermutlich nicht aus Überzeugung, sondern eher aus pragmatischen Überlegungen, da neue Fenster zu dieser Zeit nicht finanzierbar waren. Weyres selbst bemerkte missbilligend:
„Bei allem Respekt vor dem Willen des Stifters und auch der artistischen Leistung der Künstler und trotz der Würdigung dieser Stücke als Zeitdokument, bleibt nicht zu verhehlen, daß diese Fenster wirkliche Fremdkörper im Dom sind. Das gilt sowohl in bezug auf ihren Maßstab, als auch in bezug auf ihre brutale Farbigkeit. Es ist unvorstellbar, daß die ganze Wand des Südschiffs wieder mit diesen Bildwänden geschlossen werden sollte. […]“
Die Bayernfenster wurden erst 1975 bis 1983 vollständig restauriert und 1980 wieder an ihrem Originalstandort eingebaut. Neuere Veröffentlichungen betonen die herausragende Stellung der Fenster unter den Glasmalereien ihrer Epoche,
„… begründet in der souveränen und eigenständigen Auseinandersetzung mit mittelalterlichen monumentalen Fensterzyklen. Neben der komplizierten inhaltlichen Struktur mit einer Verquickung mehrerer Leserichtungen, der raffinierten Komposition der großen Bilder und der hohen Qualität der technischen Ausführung trifft dies auch auf die Strukturierung der drei Hauptfenster […] durch höchst originelle architektonische Rahmen zu.“

## Details
| Westliches Halbfenster (Johannesfenster)  |                                                            | |
|                                           |                                                            | |
| Gesamtansicht                             | Johannes der Täufer predigt in der Wüste                   | von links oben nach rechts unten: Flavia Iulia Helena Augusta, Konstantin der Große; Karl der Große, Friedrich I. Barbarossa; Stifterwappen und Stifterinschrift des bayerischen Königs |
| Westliches Vollfenster (Anbetungsfenster) |                                                            | |
|                                           |                                                            | |
| Gesamtansicht                             | Die Anbetung durch die Heiligen Drei Könige und die Hirten | Vier Propheten: Jesaja, Jeremia, Ezechiel und Daniel |
| Mittleres Vollfenster (Beweinungsfenster) |                                                            | |
|                                           |                                                            | |
| Gesamtansicht                             | Die Kreuzabnahme und Beweinung Jesu Christi                | Die vier Evangelisten mit ihren Attributen: Matthäus, Markus, Lukas und Johannes |
| Östliches Vollfenster (Pfingstfenster)    |                                                            | |
|                                           |                                                            | |
| Gesamtansicht                             | Die Ausgießung des Heiligen Geistes                        | Die vier Kirchenväter des Westens: Augustinus von Hippo, Hieronymus, Gregor I. und Ambrosius von Mailand                                                                                |
| Östliches Halbfenster (Stephanusfenster)  |                                                            | |
|                                           |                                                            | |
| Gesamtansicht                             | Die Steinigung des Stephanus                               | von links oben nach rechts unten: Maternus, Silvester I.; Apollinaris von Ravenna, Gregor von Spoleto; Stifterwappen und Stifterinschrift des bayerischen Königs                        |